# 2595 Gudiachvili
2595 Gudiachvili је астероид главног астероидног појаса са пречником од приближно 32,30 .
Афел астероида је на удаљености од 3,188 астрономских јединица (АЈ) од Сунца, а перихел на 2,383 АЈ.
Ексцентрицитет орбите износи 0,144, инклинација (нагиб) орбите у односу на раван еклиптике 9,866 степени, а орбитални период износи 1698,693 дана (4,650 године).
Апсолутна магнитуда астероида је 12,20 а геометријски албедо 0,022.
Астероид је откривен 19. маја 1979. године.